# Porcellio mateui
Porcellio mateui is een pissebed uit de familie Porcellionidae. De wetenschappelijke naam van de soort is voor het eerst geldig gepubliceerd in 1954 door Albert Vandel.